# Грачовка (Курманаєвський район)
Грачо́вка (рос. Грачёвка) — село у складі Курманаєвського району Оренбурзької області, Росія.

## Населення
Населення — 378 осіб (2010; 544 у 2002).
Національний склад (станом на 2002 рік):
- росіяни — 89 %